# Korzenie (miniserial 2016)
Korzenie (ang. Roots) – miniserial telewizyjny, produkcji amerykańskiej; ekranizacja powieści Aleksa Haleya, remake serialu z 1977 roku. Zdjęcia kręcono w Baton Rouge w stanie Luizjana.

## Fabuła
Historia amerykańskiej czarnoskórej rodziny, począwszy od lat 70. XVIII wieku po czasy współczesne, która trafiła do Ameryki za sprawą handlarzy niewolników.

## Obsada
- Malachi Kirby jako Kunta Kinte
- Nokuthula Ledwaba jako Binta Kinte
- Emayatzy Corinealdi jako Belle
- Forest Whitaker jako skrzypek Henry
- Anika Noni Rose jako Kizzy
- Regé-Jean Page jako Chicken George
- Erica Tazel jako Matilda
- James Purefoy jako John Waller
- Anna Paquin jako Nancy Holt
- Laurence Fishburne jako Alex Haley (narrator)

i inni.